# مارک زانا
مارک زانا (انگلیسی: Mark Zanna) (زاده ۴ مارس ۱۹۴۴ – درگذشته ۲۲ فوریه ۲۰۲۰) یک پژوهشگر و متخصص روان‌شناسی اجتماعی اهل کانادا بود. وی استاد دانشگاه واترلو بود.
شهرت او به واسطهٔ پژوهش‌ها و آثارش در زمینهٔ نگرش و روابط درون‌گروهی است. او ثابت کرد که پیش‌گویی خودمحقق‌کننده در درونِ تعاملات گروهی وجود دارد.